# Alum Bay
Koordinaten: 50° 39′ 59″ N, 1° 34′ 34″ W

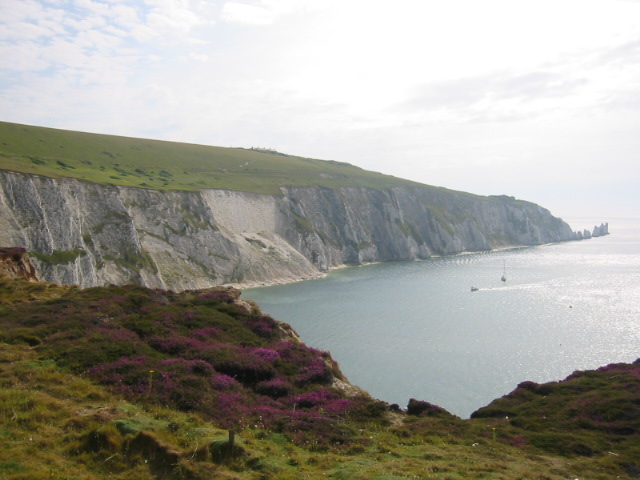
Alum Bay, Isle of Wight. Ganz rechts die Needles

Die Alum Bay ist eine Bucht an der Nordseite im äußersten Westen der Isle of Wight (Südengland). Bekannt ist die Alum Bay für ihre Klippen aus farbigen Sand(stein)schichten, die senkrecht zum Meer hinabfallen. Von rot über braun bis hin zu schwarz gibt es dort alle Farben zu finden. Von der Alum Bay aus kann man the Needles per Schiff besichtigen.
Oberhalb der Alum Bay befindet sich ein kleiner Rummelplatz mit kleinen Karussells und Souvenirläden für Touristen. Ein besonderes Souvenir der Alum Bay sind diese verschiedenen Sandschichten, die man zusammengepackt in kleinen Gläsern kaufen kann. Von den Klippen führt außerdem ein Sessellift zum Meer hinunter.
An dem ca. 5 m breiten Strand ist das Baden fast nicht möglich.
An ihr vorbei führt auch der 23 Kilometer lange Tennyson Trail zu den Needles.